# 성재 (가수)
성재(1980년 1월 30일 ~ )는 대한민국의 하드코어 밴드 비셔스글레어(Vicious Glare)와 언리시드앵거의 가수, 기타리스트이다. 본명은 박해진이며, 경기도 구리시 교문동 출신이다. 2008년부터 ankind-Design'이라는 자신의 개인 디자인 브랜드를 운영, 음악 레코딩 프로듀서 및 작곡가로도 이름이 알려져 있으며, 한국의 하드코어 메탈 전문 레이블 GMC 레코드의 웹마스터 / 디자이너로도 활동하다가 2014년 중순부터 레이블을 인수 받아서 CEO가 되어 운영중이다. 1남 1녀의 자녀를 두었으며, Straight Edge라는 생활 방식을 추구하고 있다.